# Ngô Quyền, thị xã Sơn Tây
Ngô Quyền là một phường của thị xã Sơn Tây, thành phố Hà Nội, Việt Nam.

## Vị trí địa lý
Phường Ngô Quyền nằm giữa thị xã Sơn Tây, tại vị trí phía Tây thành cổ Sơn Tây.
Phía Đông giáp phường Lê Lợi (thành cổ)
Phía Bắc giáp phường Phú Thịnh (ranh giới là đường La Thành tức là đoạn quốc lộ 32 qua thị xã)
Phía Tây và Tây Nam giáp phường Trung Hưng (ranh giới là sông Tích)
Phía Đông Nam giáp phường Quang Trung.
Đất phường Ngô Quyền xưa là vùng đất phía Tây thành cổ, phía cửa Hữu, nằm giữa 2 vòng thành: la thành (bằng đất) và tường thành chính (bằng đá ong) của thành Sơn. Các đường phố chính thuộc phường Ngô Quyền gồm: phố Ngô Quyền (xưa gọi là phố Hữu Lợi), phố Nguyễn Thái Học (phố Đệ Nhị cũ, hướng thẳng vào cửa Tây (cửa Hữu) thành cổ, vị trí quyết định cục diện trận Sơn Tây (1883)), phố Phùng Hưng. Rìa phía Tây Bắc của phường là đoạn đầu đường Đền Và (xã Tắc, nơi từng diễn ra vụ tập kích Sơn Tây).